# Jean-Baptiste Naret
Jean-Baptiste Naret est un homme politique français né le 16 mai 1753 à Mousseaux-lès-Bray (Seine-et-Marne) et décédé le 27 octobre 1804 à Provins (Seine-et-Marne).
Juge de paix à Provins, il est député de Seine-et-Marne de 1791 à 1792, siégeant dans la majorité.

## Sources
- « Jean-Baptiste Naret », dans Adolphe Robert et Gaston Cougny, Dictionnaire des parlementaires français, Edgar Bourloton, 1889-1891 [détail de l’édition]